# Морейра, Алмами
Алмами Самори да Силва Морейра (порт. Almami Samori da Silva Moreira; род. 16 июля 1978 года, Бисау, Гвинея-Бисау) — футболист из Гвении-Бисау, полузащитник. Играл за португальскую «Боавишту», бельгийский «Стандард» и сербский «Партизан».

## Карьера

### «Боавишта»
Морейра родился в Бисау, Гвинея-Бисау, и поступил в юношескую академию «Боавишты» в 1994 году. В 1997 году был переведен в главную команду, но почти сразу был отдан в аренду, сначала в соседний ФК «Гондомар», а позже — в «Жил Висенте».
Вернулся в «Боавишту» в 1999 году и периодически выходил на замену. Выиграл чемпионат Португалии 2000/2001, хотя в том сезоне он не появился на поле ни разу.

### Бельгия и Россия
В 2001 году перешёл в бельгийский «Стандард», где стал любимцем болельщиков. Провёл в клубе пять лет, успев съездить в аренду в немецкий «Гамбург» в сезоне 2004/05.
В августе 2006 года Морейра присоединился к российскому клубу «Динамо» Москва, которое в то время подписывало большое количество португальских и португалоязычных игроков. Как и большинство из этих португальцев, Морейра вернулся на родину уже в январе и помог «Авешу» избежать вылета из высшего дивизиона.

### «Партизан»
5 июля 2007 года подписал двухлетний контракт с сербским «Партизаном». Получил футболку под номером 10, став первым португальцем в истории клуба. Морейра дебютировал за новый клуб 19 июля в игре против «Зриньски» и забил свой первый гол 2 августа в матче Кубка УЕФА против того же клуба.
29 сентября забил в матче против принципиального соперника — «Црвены Звезды» (2:2), что сделало его первым португальцем, забившим в «Белградском дерби». В своем первом сезоне в клубе он появился на поле 28 раз и забил семь мячей, а «Партизан» выиграл чемпионский титул и Кубок Сербии.
В матче Кубка УЕФА против «Севильи» 3 декабря 2008 года Морейра получил серьезную травму, но смог полностью восстановиться. 10 апреля 2009 года он согласился подписать новый трехлетний контракт.
5 августа 2009 года, в память об ушедшей из жизни накануне матери, Морейра сыграл во втором матче отборочного турнира Лиги чемпионов против кипрского «АПОЭЛя» и забил гол уже на третьей минуте, но киприоты в конечном счете победили по итогам двух матчей (2-1).
27 февраля 2010 года Морейра сыграл свой 100-й матч за «Партизан», выйдя на 55-й минуте на замену Саши Илича против «Бораца» из Чачака.

### Поздние годы
В 2011 году 33-летний Морейра перебрался в китайский «Далянь Аэрбин», а в следующем году вернулся в Сербию, но уже в «Войводину». В конце 2012 года перешёл в испанскую «Саламанку».
Завершил карьеру в 2013 году в возрасте 35 лет, став спортивным директором португальского «Атлетику».

## Карьера в сборной
Морейра играл за молодежную сборную Португалии в конце 1990-х, а в 2002 году входил в состав второй команды страны, которая выиграла летний турнир «Vale do Tejo».
В 2010 году принял решение выступать за сборную своей исторической родины, Гвинеи-Бисау, сыграв за неё первый матч в возрасте 32 лет.

## Достижения

### Клубные
БоавиштаЧемпион Португалии 2000/2001
 Партизан
- Чемпион Сербии 2007/2008, 2008/2009, 2009/2010, 2010/2011
- Обладатель Кубка Сербии: 2007/2008, 2008/2009, 2010/2011

 Далянь АэрбинЧемпион Китая 2011

### Индивидуальные
- Игрок сезона: 2001/2002